# Der Schuhu und die fliegende Prinzessin
Der Schuhu und die fliegende Prinzessin ist eine „Märchen-Novelle in vielen Kapiteln“ von Peter Hacks, die von der Unerreichbarkeit des Glücks handelt. Ihre Erstveröffentlichung hatte sie 1964 in Sinn und Form, 1966 richtete Uta Birnbaum gemeinsam mit Peter Hacks den Text für „die Schaubühne“ ein. Anlass war die Studioinszenierung der Staatlichen Schauspielschule Berlin (heute: Hochschule für Schauspielkunst Ernst Busch) am 29. April 1966 im BAT (Berliner Arbeiter- und Studententheater). Uta Birnbaum führte Regie. Darsteller waren die Absolventen des 3. Studienjahres gemeinsam mit den Studenten des 1. Studienjahres. Renate Krößner spielte die fliegende Prinzessin und Hermann Beyer den Schuhu. Ausstattung: Pieter Hein, Musik: Hans-Dieter Hosalla. 1966 erschien das Kinderbuch (liegt gestaltet durch die Zeichnerin Heidrun Hegewald vor). Für die Schallplatte bearbeitet wurde der Schuhu 1968 (Sprecher: Günter Strack, Bruno Ganz, Angela Schmid).
Udo Zimmermanns auf dem Märchen basierende Oper Der Schuhu und die fliegende Prinzessin wurde 1976 in Dresden uraufgeführt.

## Ausgaben
- Peter Hacks: Der Schuhu und die fliegende Prinzessin (Insel-Bücherei; Bd. 1327). Insel-Verlag, Berlin 2010, ISBN 978-3-458-19327-2.
- Udo Zimmermann: Der Schuhu und die fliegende Prinzessin. Oper in drei Abteilungen. Deutscher Verlag für Musik, Leipzig 1977 (Libretto).